# سات ياح
سات ياح أو ساتياح أو سات أعح أو سات إيوح، هي ملكة مصرية قديمة غير حاكمة أو زوجة ملك ، عاشت في عهد الأسرة الثامنة عشرة، وهي زوجة الملك تحتمس الثالث الرئيسية الأولى.

## عائلتها
كانت الملكة سات ياح ابنة المرضعة والمربية الملكية إيبو. ومن الممكن أن والدها كان المسؤول الهام في الدولة أحمس بننخبت. ولا يعرف للملكة سات ياح أي أطفال أنجبتهم، وذلك على الرغم من احتمال أن الأمير أمنمحات - الابن البكر للملك تحتمس الثالث، الذي توفي خلال العام 35 من حكم والده - كان ابنها. و توفيت الملكة سات ياح خلال العام 24 من حكم زوجها، وكانت زوجة تحتمس الثالث الملكية الرئيسية التالية هي الملكة مريت رع حتشبسوت.

## حياتها
تظهر الملكة سات ياح في عدة أماكن من أرض مصر، ففي أبيدوس تُذكر نقش على مائدة قربان والدتها، «مرضعة الإله» إيبو، وقد تم تكريس مائدة القربان لها من قبل الكاهن المرتل تيريكيتي. كما وجد أيضا في أبيدوس رأس فأس طقسي(؟) (الآن في متحف القاهرة)، تحمل اسم الملكة سات ياح.
في معبد الإله منتو في الطود تم تكريس تمثال للملكة من قبل زوجها الملك تحتمس الثالث بعد وفاتها (التمثال الآن في متحف القاهرة).
وتم تصوير الملكة سات ياح خلف الملكة مريت رع حتشبسوت وتحتمس الثالث على عمود في مقبرة تحتمس (مقبرة 34) في وادي الملوك. وخلف الملكة سات ياح نرى زوجة الملك نبتو وابنة الملك نفرتاري.
وتصور الملكة سات ياح أمام تحتمس الثالث في نقش في معبد الكرنك. وتظهر كذلك لوحة في متحف القاهرة الملكة سات ياح واقفة وراء تحتمس الثالث.

## ألقابها
- زوجة الملك.
- الزوجة الملكية العظيمة.
- زوجة الإله (آمون).[8]